# Apatotheria
Gli apatoteri (Apatotheria) sono un piccolo gruppo di mammiferi noti esclusivamente allo stato fossile, vissuti in Nordamerica e in Europa nell'Eocene e nell'Oligocene (tra 50 e 30 milioni di anni fa).

## Falsi scoiattoli
Dall'aspetto vagamente simile a quello degli scoiattoli, questi piccoli animali (lunghezza media 13-16 centimetri) sono conosciuti soprattutto per i loro strani crani, dotati di incisivi enormi. Alcune forme, come Sinclairella, portarono all'estremo questa specializzazione. In ogni caso, nonostante la forma del cranio e del corpo ricordino a prima vista i roditori, gli apatoteri (il cui nome significa "bestie ingannevoli") non sono affatto imparentati con topi e scoiattoli, ma fanno parte di una primitiva radiazione di mammiferi che si sviluppò subito dopo la scomparsa dei dinosauri; questi mammiferi arcaici, noti come cimolesti, comprendono una moltitudine di forme disparate, ma accomunate da alcune caratteristiche delle zampe e del cranio. 

## Evoluzione convergente
Gli apatoteri, di abitudini arboricole, sembrerebbero essere stati specializzati in una dieta a base di insetti: gli enormi incisivi, in questo caso, sarebbero serviti per frantumare i duri gusci chitinosi dei coleotteri e di invertebrati simili. Un'altra caratteristica, ben visibile negli scheletri ottimamente conservati del genere Heterohyus provenienti dal giacimento di Messel, è l'estremo allungamento del secondo e terzo dito della mano. Questa particolarità, in un fenomeno di convergenza evolutiva, si riscontra in due mammiferi attuali, non imparentati fra di loro: l'aye-aye (Daubentonia madagascariensis) e un particolare tipo di possum australiano. Questi due mammiferi, anch'essi dotati di incisivi allungatissimi, hanno una dieta a base di insetti e utilizzano le loro dita allungate per estrarre le larve dalle cavità degli alberi. Gli apatoteri, con tutta probabilità, utilizzavano allo stesso modo le particolarissime strutture. Questi animali si estinsero all'inizio dell'Oligocene, probabilmente soccombendo alla competizione messa in atto dai roditori evoluti. 

## Tassonomia
Di seguito è riportato un cladogramma modificato da https://www.mv.helsinki.fi/home/mhaaramo/metazoa/deuterostoma/chordata/synapsida/eutheria/cimolesta/apatotheria.html:
```
 †
Apatotheria
 
  `--o †
Apatemyidae
 
     |--o †
Unuchinia
 
     |  |-- †
U. asaphes
  
     |  |-- †
U. diaphanes
 
     |  `-- †
U. dysmathes
 
     `--o †Apatemyinae 
        |?- †
Eochiromys landenensis
 
        |?- †
Carcinella sigei

        |?- †
Frugivastodon cristatus
 
        |?-o †
Heterohyus
 
        |  |-- †
H. henfelderi

        |  `-- †
H. nanus

        |?- †
Sinclairella dakotensis
 
        |-- †
Jepsenella praepropera
 
        `--o †Apatemyini
           |--o †
Labidolemur
 
           |  |-- †
L. major

           |  |-- †
L. kayi
  
           |  |-- †
L. serus
 
           |  `-- †
L. soricoides
 
           `--o †
Apatemys

              |-- †
A. bellulus

              |-- †
A. bellus
 
              |-- †
A. rodens
 
              |-- †
A. chardini
 
              |-- †
A. downsi
 
              |-- †
A. hendryi
 
              `-- †
A. uintensis
```